# Claxton
Claxton és una població dels Estats Units a l'estat de Geòrgia. Segons el cens del 2000 tenia 2.276 habitants.

## Demografia
Segons el cens del 2000, Claxton tenia 2.276 habitants, 899 habitatges, i 567 famílies. La densitat de població era de 563,3 habitants per km².
Dels 899 habitatges en un 31,7% hi vivien nens de menys de 18 anys, en un 35,2% hi vivien parelles casades, en un 23,8% dones solteres, i en un 36,9% no eren unitats familiars. En el 33,7% dels habitatges hi vivien persones soles el 18,2% de les quals corresponia a persones de 65 anys o més que vivien soles. El nombre mitjà de persones vivint en cada habitatge era de 2,39 i el nombre mitjà de persones que vivien en cada família era de 3,04.
Per edats la població es repartia de la següent manera: un 27,9% tenia menys de 18 anys, un 9,1% entre 18 i 24, un 23,5% entre 25 i 44, un 17,4% de 45 a 60 i un 22,1% 65 anys o més.
L'edat mediana era de 36 anys. Per cada 100 dones de 18 o més anys hi havia 66 homes.
La renda mediana per habitatge era de 20.705 $ i la renda mediana per família de 26.450 $. Els homes tenien una renda mediana de 30.500 $ mentre que les dones 14.718 $. La renda per capita de la població era de 12.742 $. Entorn del 34,4% de les famílies i el 35,1% de la població estaven per davall del llindar de pobresa.

## Poblacions més properes
El següent diagrama mostra les poblacions més properes.